# Anthurium berryi
Anthurium berryi G.S.Bunting, 1986 è una pianta della famiglia delle Aracee, endemica del Venezuela.